# 팔라딘
팔라딘(Paladins or Twelve Peers)은 프랑스 이야기에서 샤를마뉴의 궁정의 가장 뛰어난 전사들을 가리키는 말이다. 팔라딘이라는 말은 《롤랑의 노래》 따위 초기 무훈시에서 처음 발견되며, 유럽에 침공한 사라센인들에 맞서는 기독교적 용맹을 대변하는 존재들이다.
프랑스 이야기가 기본적으로 778년 롱세보 고개 전투나 8세기 프랑크 제국과 우마이야 칼리파조의 충돌 같은 역사적 사실들을 소재로 삼고 있기는 하지만, 팔라딘 개념과 팔라딘에 관한 이야기들은 거의 전적으로 후대의 창작이다.

## 어원
팔라딘이란 단어는 영어로 1592년에 델리아의 (소네트 XLVI) 사무엘 다니엘에 의해 최초로 사용되었다. 그것은 라틴어 palatinus에서 파생 된 프랑스 낱말 paladin를 통해서 영어로 사용되었다. 라틴어 palatinus는 팔라티노 언덕에 있는 제국 궁전의 로마 황제를 언급하는 것이다. 이 단어는 시간이 지남에 황실, 장엄한 왕실 재판소 등 다른 고위 공무원을 지칭하는 것으로 바뀌었다. 중세와 현대 시대에 여러 유럽 국가에서 사용된 'palatine'이라는 단어도 동일한 파생어를 사용한다. 13 세기에 샤를마뉴의 동료를 특별히 언급하는 단어로 유럽의 언어에 등장하기 시작했다. 가장 최초로 사용된 단어는 이탈리아어의 '팔라디노'이다. 현대 프랑스에선 'paladin', 스페인어로는 'paladín' 또는 'paladino' 등으로 불렀다. 팔라딘 은 또한 1648년에 끝난 30년 전쟁에서 프로테스탄트 프리드리히 5세를 지지하는 군대의 지도자들을 지칭하기 위해 사용되었다